# Colidotea rostrata
Colidotea rostrata là một loài chân đều trong họ Idoteidae. Loài này được Benedict miêu tả khoa học năm 1898.